# Metropolia Olinda i Recife
Metropolia Olinda i Recife – metropolia Kościoła rzymskokatolickiego w Brazylii. Składa się z metropolitalnej archidiecezji Olinda i Recife i dziewięciu diecezji. Została erygowana 5 grudnia 1910 przez papieża Piusa X. Od 2023 godność arcybiskupa metropolity sprawuje abp Paulo Jackson Nóbrega de Sousa.
W skład metropolii wchodzą:
- Archidiecezja Olinda i Recife
  - Diecezja Afogados da Ingazeira
  - Diecezja Caruaru
  - Diecezja Floresta
  - Diecezja Garanhuns
  - Diecezja Nazaré
  - Diecezja Palmares
  - Diecezja Pesqueira
  - Diecezja Petrolina
  - Diecezja Salgueiro

Prowincja kościelna Olinda i Recife wraz z metropoliami Natal, Paraíba i Maceió tworzą region kościelny Nordeste II, zwany też regionem Pernambuco, Paraíba, Rio Grande do Norte i Alagoas.

## Metropolici
- Luís Raimundo da Silva Brito (1910 – 1915)
- Sebastião Leme da Silveira Cintra (1916 – 1921)
- Miguel de Lima Valverde (1922 – 1951)
- Antônio de Almeida Moraes Junior (1951 – 1960)
- Carlos Gouvêa Coelho (1960 – 1964)
- Helder Pessoa Câmara (1964 – 1985)
- José Cardoso Sobrinho (1985 – 2009)
- Fernando Antônio Saburido (2009 – 2023)
- Paulo Jackson Nóbrega de Sousa (od 2023)